# ديفيد نيميث
ديفيد نيميث (بالألمانية: David Nemeth)‏ هو لاعب كرة قدم نمساوي في مركز الدفاع، ولد في 18 مارس 2001 في آيزنشتات في النمسا. لعب مع نادي ماترسبرغ.

## وصلات خارجية
- ديفيد نيميث على موقع الاتحاد الأوربي (الإنجليزية)
- ديفيد نيميث على موقع قاعدة بيانات كرة القدم.إي يو (الإنجليزية)
- ديفيد نيميث على موقع Soccerway.com (الإنجليزية)
- ديفيد نيميث على موقع عالم كرة القدم.نت (الإنجليزية)